# Bonus
Bonus is Latijn voor goed en het tegenovergestelde van het Latijnse malus, dat slecht betekent.
Een bonus is iets extra's:
- Op een cd staat soms een bonustrack: een nummer dat niet op het doosje vermeld is of dat als een speciale toegift kan worden beschouwd. Het kan een afwijkende opname zijn van een bekend lied, een blooper, of een uitleg van de ontstaansgeschiedenis.
- In het bedrijfsleven wordt onder een bonus verstaan een buitengewone extra uitkering, boven op het loon van de werknemers. Dit kan zijn een kerstbonus of een winstdelingsregeling van het bedrijf. De variabele beloning van werknemers wordt ook tot de bonus gerekend. Bonussen worden ook regelmatig als beloningsinstrument voor het management van een bedrijf gebruikt. Zie ook bonuscultuur. In tegenstelling tot het vaste salaris kan de werknemer in principe niet betaling van een bonus via de rechter afdwingen. Ook is het betalen van een bonus in principe geen precedent voor latere jaren, het is afhankelijk van de prestaties van zowel de werknemer als de onderneming in een gegeven jaar. Aangezien een bonus juridisch niet afdwingbaar is, kan het standaard toekennen van een bonus een manier zijn om het personeel in mindere jaren een 'salariskorting' te geven door ze die bonus niet meer toe te kennen.

## Korting
- Bij verzekeringen, met name van de auto, wordt wel een bonus-malussysteem toegepast, waarbij de "normale" premie hoog is, maar 'goede' rijders veel korting krijgen op de premie (bonus) en 'slechte' niet of minder, of een toeslag moeten betalen (malus).
- Albert Heijn spreekt wel van bonusaanbiedingen. Als men bijvoorbeeld drie artikelen voor de prijs van twee krijgt dan krijgt men wat extra, zoals boven. De term wordt echter ook wel gebruikt voor een korting op één artikel.